# Mammoth Records
Mammoth Records var ett oberoende skivbolag grundat 1989 av Jay Faires i Chapel Hill, North Carolina, USA. Bolaget var det först oberoende bolaget med två platinaskivor. Bolaget såldes till Disney Music Group 1997. Artister var bland annat Los Lobos och Seven Mary Three.